# Liukosaari
Liukosaari är en ö i Finland. Den ligger i sjön Suontee och i kommunen Joutsa i den ekonomiska regionen  Joutsa ekonomiska region  och landskapet Mellersta Finland, i den södra delen av landet, 180 km norr om huvudstaden Helsingfors. Öns area är 41,3 hektar och dess största längd är 1,2 kilometer i nord-sydlig riktning.